# Madrigal (pel·lícula)
 Madrigal és una pel·lícula dramàtica hispano-cubana estrenada el 2007 i dirigida per Fernando Pérez.

## Sinopsi
Hi ha una sola espectadora en el teatre... però la funció comença. Quan Javier avança a l'escenari per a dir el seu únic parlament, l'espectadora solitària el mira fixament. I de sobte, s'aixeca i se'n va. Javier busca desesperadament a la seva espectadora misteriosa fins que la troba. Luisita és una noia plena de secrets... i de béns materials, com, per exemple, una esplèndida casa per a ella sola, mentre Javier no té on viure. La història d'amor entre tots dos es converteix en una passió avassalladora en la qual el protagonista acaba sent víctima del seu propi joc.

## Repartiment
- Carlos Enrique Almirante : Javier
- Ana de Armas: Stella Maris
- Liety Chaviano : Luisita
- Luis Alberto García : Angel
- Carla Sánchez : Eva
- Yailene Sierra : Elvira
- Anciano Arpa : Armando Soler

## Producció
L'actriu Ana de Armas tenia aleshores 17 anys i va rodar la pel·lícula de nit a l'Havana sense el permís dels seus tutors al  escola d'art dramàtic on va estava estudiant.

## Palmarès cinematogràfic
- Premi Ángel, Festival de Cinema Llatinoamericà d'Utrecht, Holanda, 2007.
- Dofí de Plata a Raúl Pérez Ureta per Millor Fotografia, XXIII Festival Internacional de Cinema de Setúbal, Festróia, Portugal, 2007.
- Premi Millor Guió, Festival de Cinema Llatí de Los Angeles, 2007.